# R. Walter Riehlman

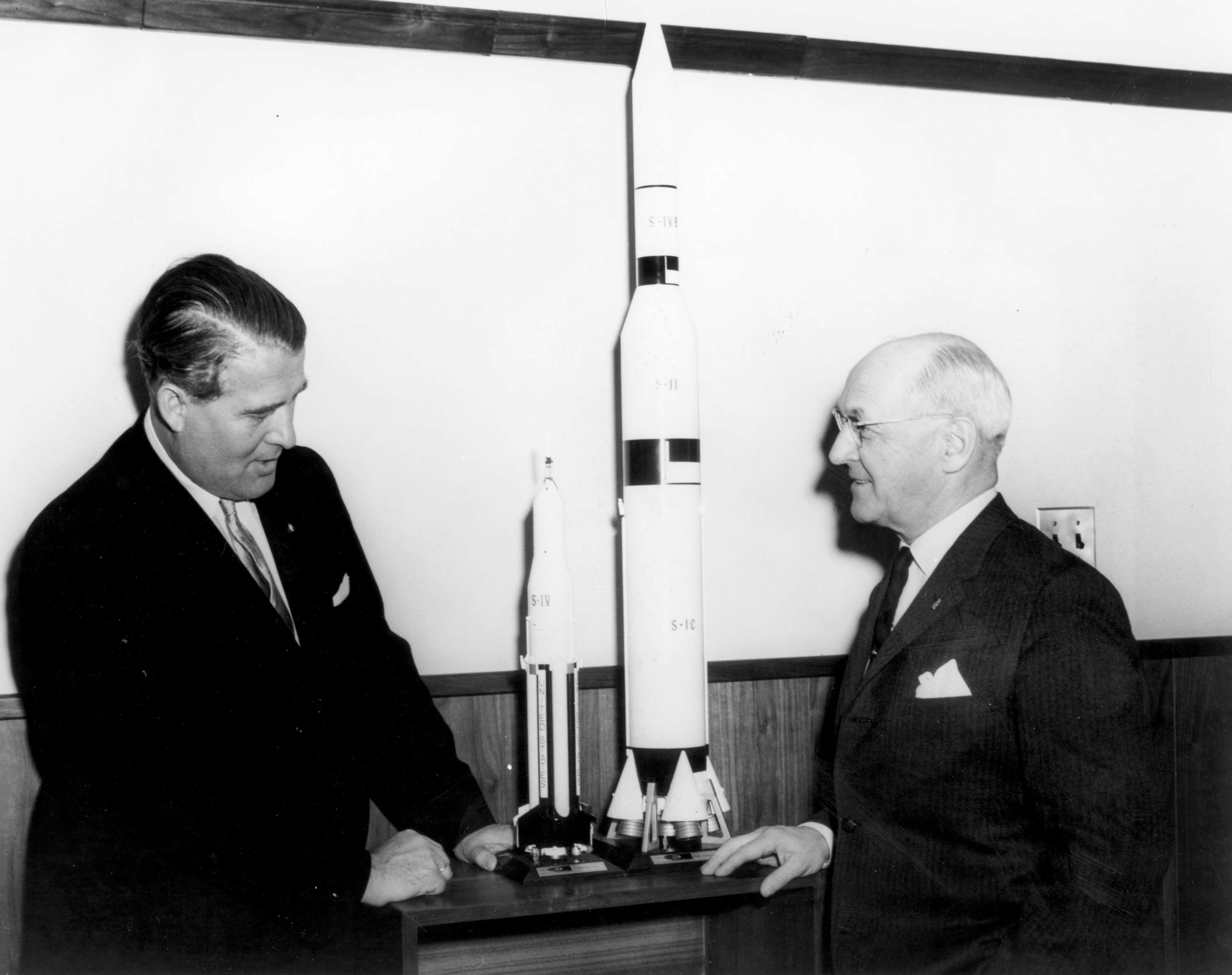
Marshall Space Flight Center Direktor Wernher von Braun und Kongressabgeordneter Riehlman diskutieren über Apollo Modelle.

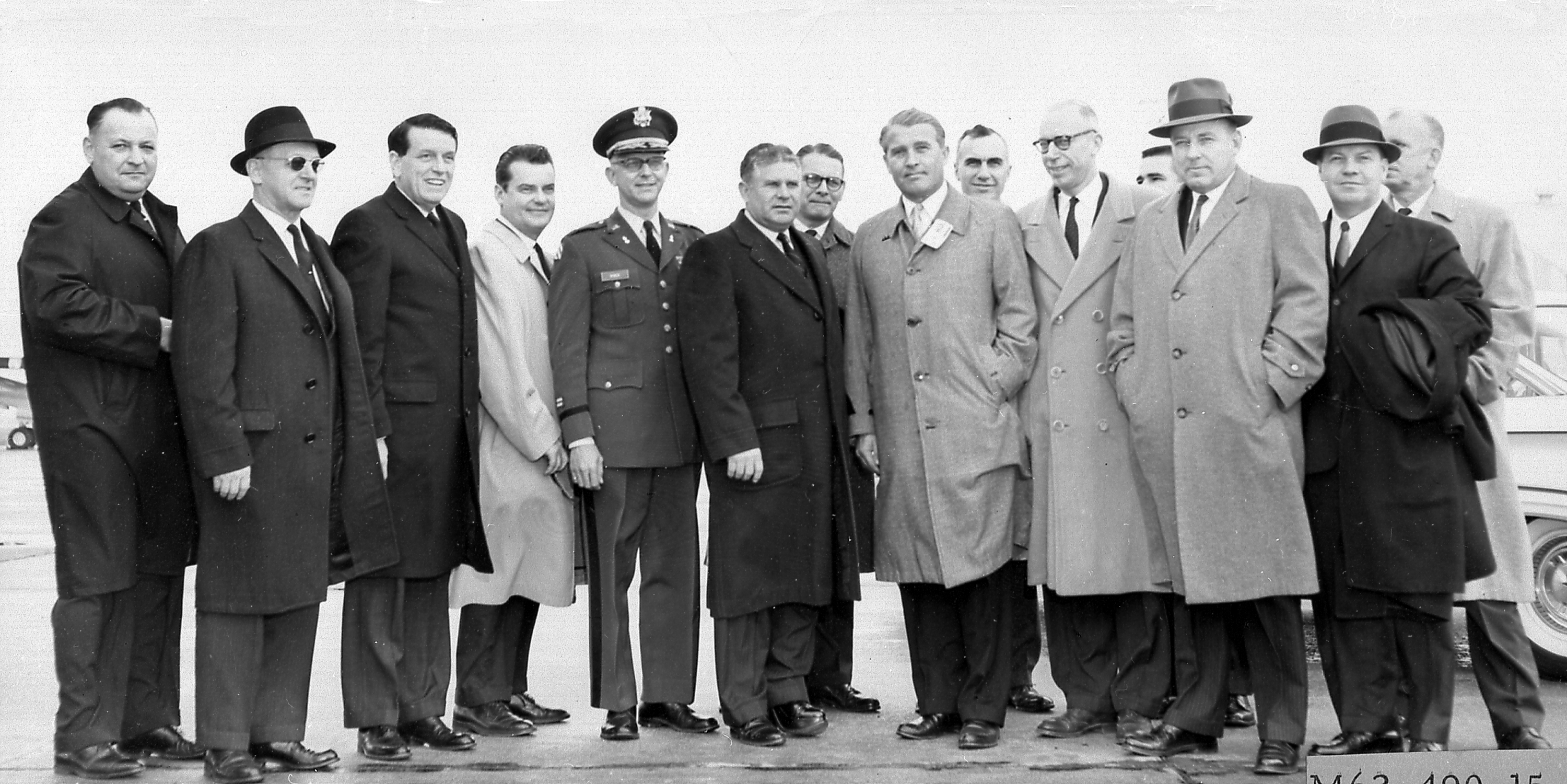
Kongressabgeordneter Riehlman und andere Mitglieder des House Committee on Science and Astronautics besuchten das Marshall Space Flight Center am 9. März 1962, um dort direkt Information über das nationale Weltraumprogramm zu bekommen.

Roy Walter Riehlman (* 26. August 1899 in Otisco, New York; † 16. Juli 1978 in Ormond Beach, Florida) war ein US-amerikanischer Politiker. Zwischen 1947 und 1965 vertrat er den Bundesstaat New York im US-Repräsentantenhaus.

## Werdegang
Roy Walter Riehlman wurde zum Ende des 19. Jahrhunderts in Otisco geboren. Er besuchte öffentliche Schulen in Tully (New York). Danach graduierte er 1919 an der Manlius Military Academy und 1921 an der Central City Business School in Syracuse. Zwischen 1921 und 1923 betrieb er einen Gemischtwarenladen und war als Postmeister in Nedrow (New York) tätig. Er wurde 1923 Eigentümer und Betreiber einer Bäckerei in Tully. Dann saß er zwischen 1933 und 1938 im Bildungsausschuss (Board of Education) von Tully sowie zwischen 1938 und 1943 im Board of Supervisors von Onondaga County. Danach war er zwischen 1943 und 1946 als Stadtschreiber (County Clerk) in Onondaga County tätig. Er saß im Beirat von Marine Midland Trust Co. in Tully und im Area Board of Directors am Lynchburg College (Virginia).
Politisch gehörte er der Republikanischen Partei an. Bei den Kongresswahlen des Jahres 1946 wurde Riehlman im 36. Wahlbezirk von New York in das US-Repräsentantenhaus in Washington, D.C. gewählt, wo er am 4. Januar 1947 die Nachfolge von Clarence E. Hancock antrat. Er wurde zweimal in Folge wiedergewählt. Danach kandidierte er im Jahr 1952 im 35. Wahlbezirk erfolgreich um einen Kongresssitz und trat am 4. Januar 1953 die Nachfolge von William R. Williams an. Er wurde dort viermal in Folge wiedergewählt. Im Jahr 1962 wählte man ihn im 34. Wahlbezirk in das US-Repräsentantenhaus, wo er am 4. Januar 1963 die Nachfolge von Alexander Pirnie antrat. Bei seiner zehnten Kandidatur im Jahre 1964 erlitt er eine Niederlage und schied nach dem 3. Januar 1965 aus dem Kongress aus. Riehlman war Vizepräsident der Lumar Enterprises, Inc. Er zog nach Ormond Beach, wo er am 16. Juli 1978 verstarb. Sein Leichnam wurde dann auf dem Tully Cemetery in Tully beigesetzt.